# Obermühle (Mömbris)

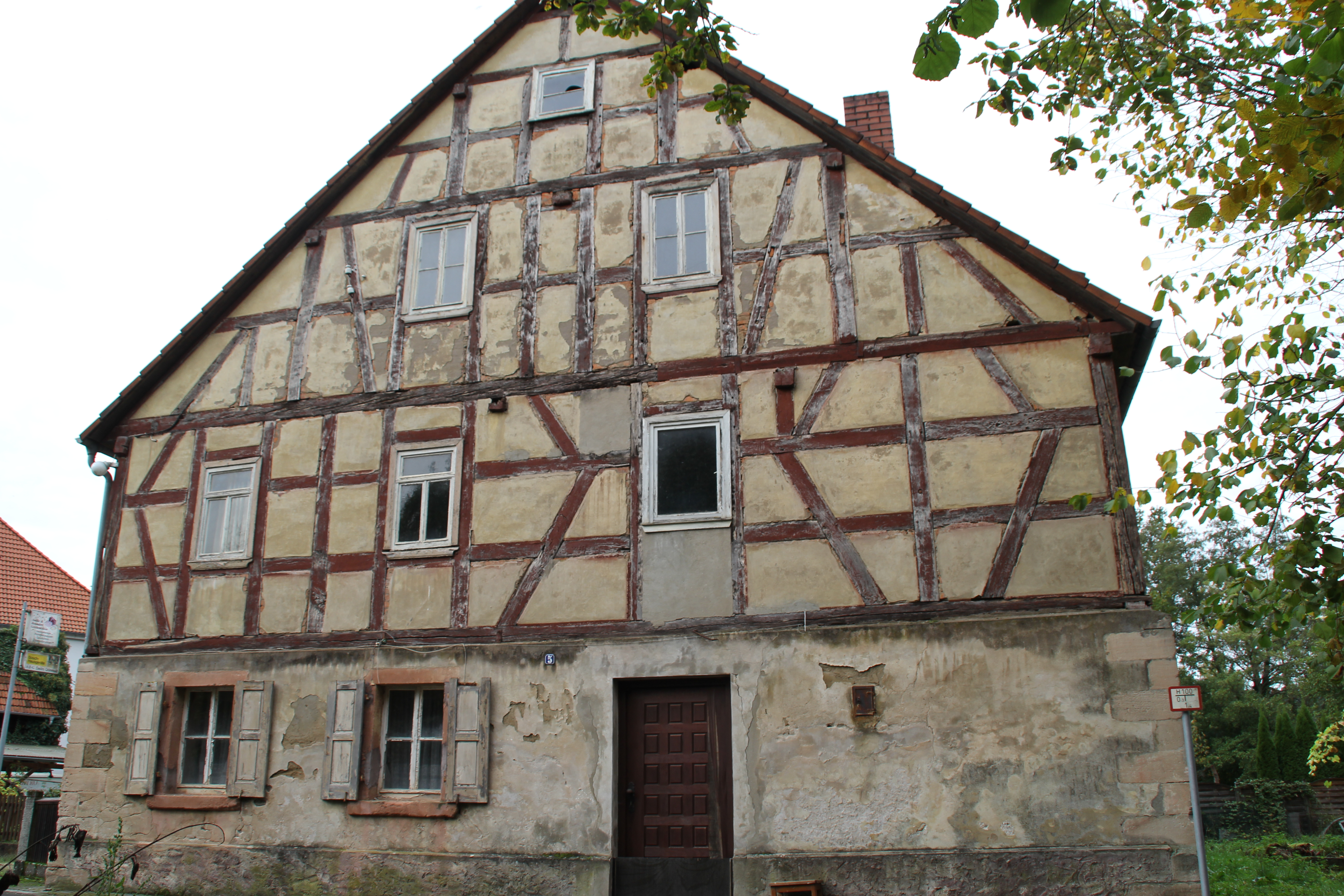
Das alte Mühlenhaus der Obermühle. Rechts des Gebäudes floss bis 1977 die Kahl.

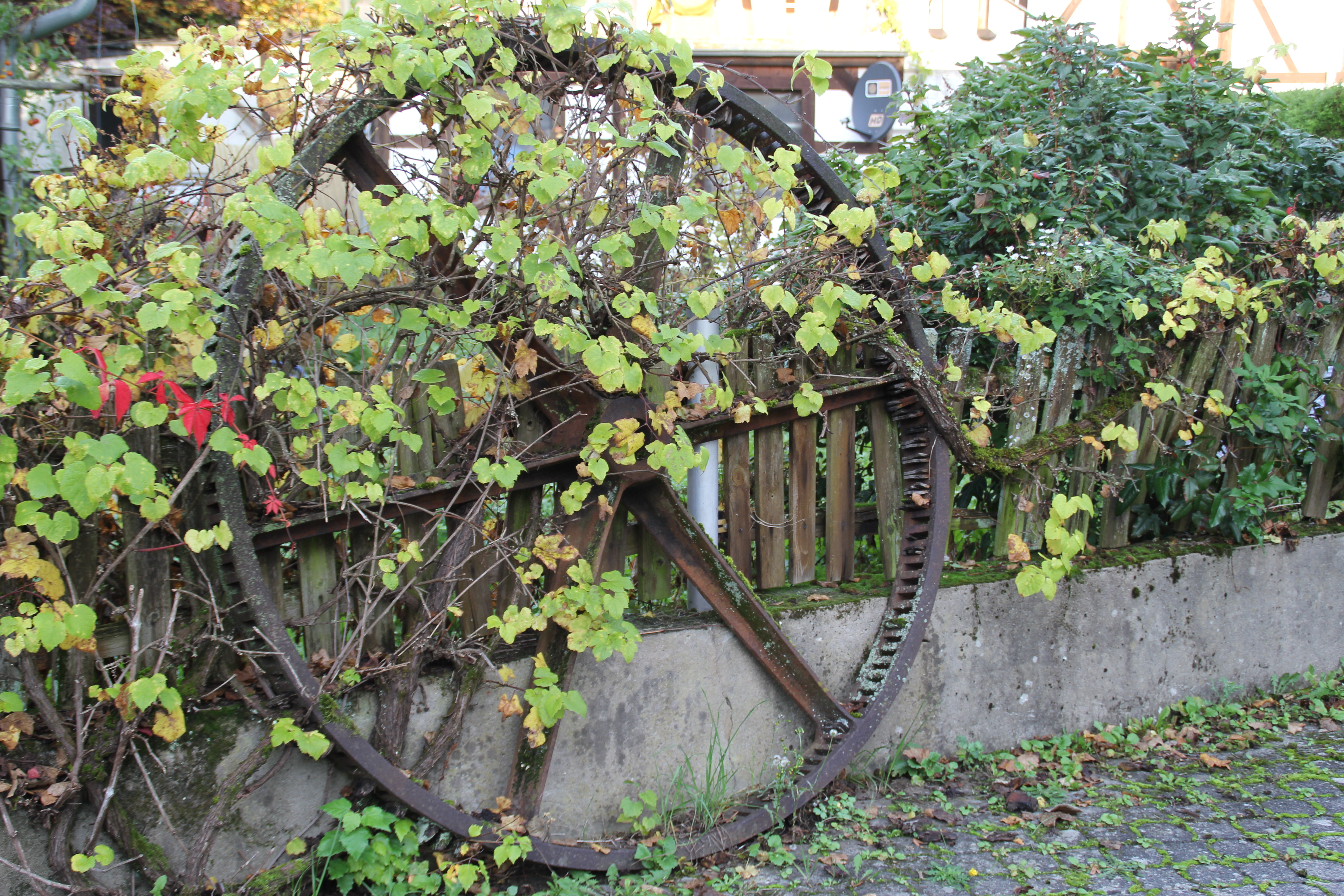
Das Königsrad der Obermühle 2019 vor dem Gebäude

Die Obermühle war eine Doppelwassermühle in Mömbris im Landkreis Aschaffenburg in Bayern.

## Geographie
Die Obermühle befand sich im mittleren Kahlgrund auf der linken Seite der Kahl am nördlichen Ende der heutigen Mühlgasse in Mömbris. Auf dem gegenüberliegenden Ufer stand ursprünglich die Wenzelsmühle genannte Ölmühle. Unterhalb der damaligen Kahlbrücke nach Mensengesäß befanden sich drei Streichwehre, die den Mühlbach zu den Gebäuden der Obermühle leiteten. Sie bestand aus den beiden Getreidemühlen Hennesemühle und Gretelsmühle. An der etwa 650 m weiter flussabwärts liegenden Untermühle, der Hellenthalsmühle, befand sich eine nahezu baugleiche Ölmühle.

## Geschichte

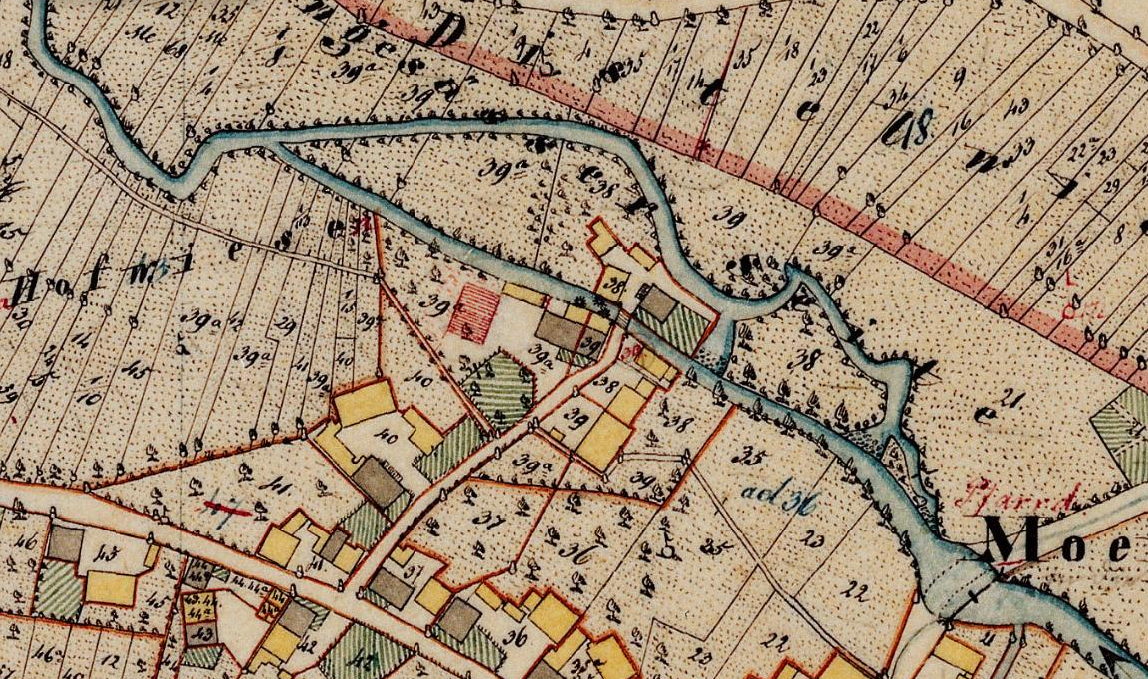
Die Obermühle (Bildmitte) in der Uraufnahme von 1846

Die Obermühle wurde 1715 als „neue Mühl“ erstmals schriftlich erwähnt. Als älteste Eintragung taucht der Name Johann Stäbling als Besitzer der Mühle auf. 1737 wurde neben Stäbling noch Johann Wissel als Eigentümer der zweiten Mühle genannt. Sie wurde später von Georg Grünewald erworben, dessen Sohn Johann Adam, genannt Hennes, die Erbtochter des anderen Mühlenteils heiratete. Die Familie Grünewald war nun im Besitz beider Mühlen.
1780 wurde die gegenüberliegende Ölmühle errichtet und von der Familie Grünewald betrieben. Zu dieser Zeit drehten sich dort drei unterschlächtige Wasserräder nebeneinander. Ursprünglich hatte die Obermühle je eine Ölpresse. Alois Grünewald, der Müller der Gretelsmühle, kam 1948 in die Zahnräder und wurde schwer verletzt.
Die Mühlen wurden 1977 beim Ausbau der Staatsstraße 2305, der Versetzung der Brücke nach Mensengesäß und der damit verbundenen Kahlregulierung stillgelegt. Der Flusslauf der Kahl wurde nach Norden verlegt, die Wehre entfernt und der Mühlbach zugeschüttet. Heute erinnert noch das Königsrad und die beiden Mühlsteine vor dem Gebäude an die frühere Obermühle.